# 八木俊彦
八木 俊彦（やぎ としひこ、1993年7月10日 - ）は、日本の元俳優。本名同じ。埼玉県出身。

## 略歴
- 1999年 - 劇団東俳に所属し、芸能界デビュー。
- 2001年 - NHK教育『天才てれびくんシリーズ』にてれび戦士として3年間出演。
- 2009年 - 芸能界を引退。
- 本人のインスタグラムによると、2020年現在では空調設備の整備や電気工事などの仕事をしている。

## 出演

### テレビドラマ
- サラリーマン金太郎（1999年、TBS）
- ドラマ30 いばらの償い（2000年、TBS）馬場純 役
- アゲイン〜ラヴ・ソングをもう一度〜（2000年、TBS）
- 伝説の教師（2000年、日本テレビ）
- ハッピー2 愛と感動の物語（2000年、テレビ東京）
- 喪服のランデヴー（2000年、NHK総合）由海の息子 役
- 新宿暴走救急隊（2000年、日本テレビ）俊介 役
- 愛の劇場 温泉へ行こう2（2000年、TBS）孝史 役
- 2001年のおとこ運（2001年、関西テレビ・フジテレビ）津田良介 役
- 愛犬ロシナンテの災難（2001年、日本テレビ）
- ルーキー!（2001年、関西テレビ）
- 嫁はミツボシ。（2001年、TBS系）
- 女と愛とミステリー 四つの終止符（2001年、テレビ東京）石母田篤 役
- 顔（2003年、フジテレビ系）西島耕輔（子供時代） 役
- ヒューマンドラマスペシャル「ぼくらはみんな生きている」（2003年、テレビ朝日）
- 幸福の王子（2003年、日本テレビ）
- ホットマン2（2004年、TBS）
- 月曜ミステリー劇場 女タクシードライバーの事件簿3（2005年、TBS系）大田雄一（子供時代） 役
- 連続テレビ小説 ファイト（2005年10月1日、NHK総合）木戸檀（13歳、最終話） 役
- 1リットルの涙（2005年、フジテレビ系）中山 役
- スタートライン〜涙のスプリンター〜（2005年、フジテレビ系）
- 超星艦隊セイザーX（2006年、テレビ東京）
- プリマダム（2006年、日本テレビ系）
- Dr.コトー診療所（2006年、フジテレビ）石野 役
- 水曜ミステリー9 ボディーガード～裁判官を身辺警護せよ！（2007年、テレビ東京）石井和也（子供時代） 役

### バラエティ
- 天才てれびくんシリーズ（NHK教育テレビ） - てれび戦士
  - 天才てれびくんワイド（2001年4月2日 - 2003年4月3日）
  - 天才てれびくんMAX（2003年4月7日 - 2004年4月1日）

### CM
- NTTコミュニケーションズ、今時のおトク情報（2000年）
- ライオン、キレイキレイ（2002年）
- タカラ、ブライオン（2002年）
- マクドナルド、キッズランド シャボン玉飛ばそ篇（2002年）
- マクドナルド、ハッピーセット（2002年）
- 花王、アタックギフト お歳暮（2002年）
- 花王、アタックギフト 2002（2002年）
- NTT東日本、カズヤくんのブロードバンド篇（2004年）
- 日本ケロッグ、フロスティ（2006年）

### インターネットドラマ
- 恋する星座 第4話「山下瞳・蟹座の恋」（2009年4月30日、TBS）